# Erlöserkirche (Cieplice Śląskie-Zdrój)

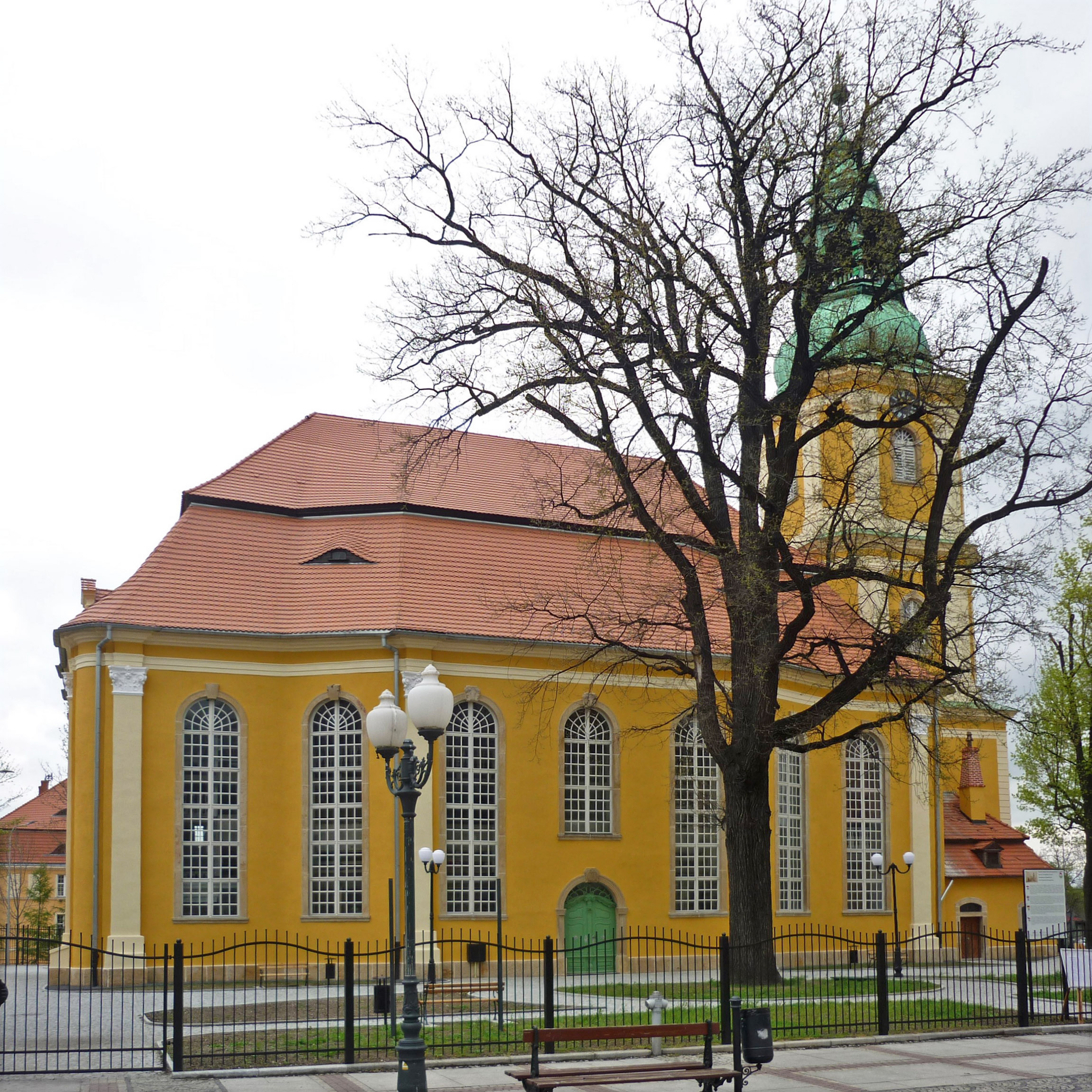
Erlöserkirche Bad Warmbrunn

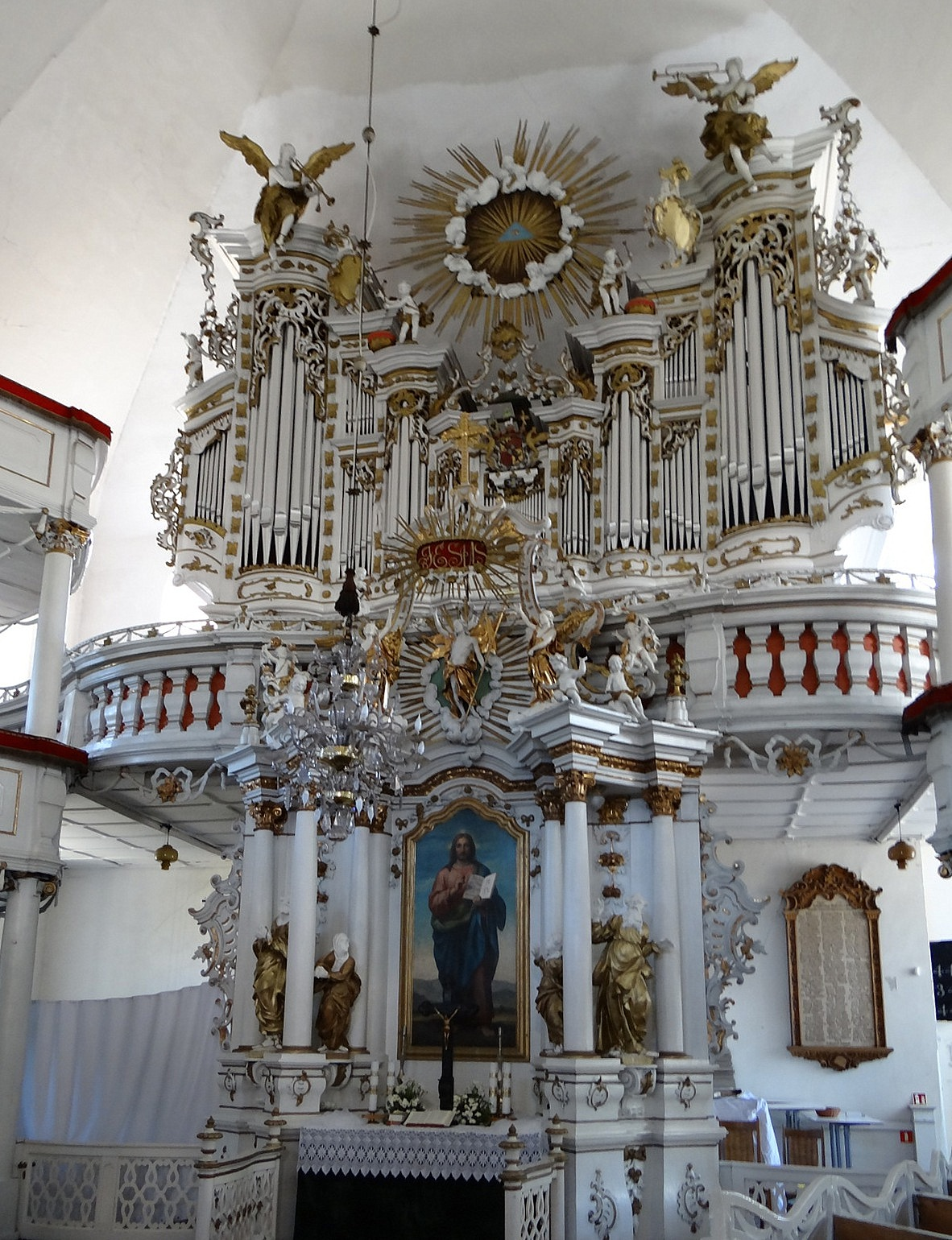
Säulenaltar und Orgel

Die Erlöserkirche (polnisch Kościół Zbawiciela) ist die evangelisch-lutherische Kirche von Cieplice Śląskie-Zdrój (deutsch: Bad Warmbrunn), einem als Heilbad bekannten Stadtteil von Jelenia Góra (Hirschberg) in der Woiwodschaft Niederschlesien in Polen. Sie gehört der Diözese Breslau der Evangelisch-Augsburgischen Kirche in Polen an.

## Geschichte
Bereits unmittelbar nach dem Ende des Ersten Schlesischen Kriegs, mit dem Schlesien an Preußen fiel, hatten die Evangelischen der Stadt Hirschberg im Dezember 1741 eine Delegation an den preußischen König Friedrich II. nach Breslau mit der Bitte um Erlaubnis für einen Kirchenbau geschickt, die am 29. Dezember 1741 gewährt und am 4. Januar 1742 bestätigt wurde. Die in unmittelbarem Anschluss daran als Fachwerkbau errichtete „Gnadenkirche“ in Hirschberg konnte bereits am 18. März 1742 durch Jeremias Ketzler geweiht werden. Erster Pfarrer der lutherischen Gemeinde war von 1742 bis 1747 der auch als Kirchenlieddichter bekannte Adam Gottfried Thebesius. Unter dem ab 1758 als Pfarrer amtierenden August Jacob Fritze wurde in den Jahren 1774 bis 1777 der jetzige barock-klassizistische Kirchenbau durch den Hirschberger Baumeister Demus errichtet. Während der Bauarbeiten stürzte am 6. September 1776 der Turm ein und musste durch den Maurermeister Liebusch wiedererrichtet werden. Die Weihe der fertiggestellten Kirche erfolgte am Reformationstag, dem 31. Oktober des Jahres 1777.

## Architektur
Die Erlöserkirche ist ein über rechteckigem Grundriss errichtete Saalkirche mit westlich vorgesetztem Turm mit Laternenaufsatz und polygonal ausgebildeten Mittelrisaliten, abgeschlossen durch ein Mansardwalmdach. Der von einer Scheinkuppel gedeckte Innenraum wird von zweigeschossigen, von Säulen getragenen Emporen geprägt. 

## Ausstattung
Aus der bauzeitlichen Ausstattung der Kirche haben sich der Säulenaltar mit den Statuen der Apostel Petrus und Paulus sowie Maria und Johannes Evangelist von Heinrich Wagner und die kelchförmige, von einer Auferstehungsgruppe bekrönte Kanzel erhalten. Die auf der Empore über dem Altar aufgestellte Orgel von Johann Gottlieb Meinert aus Stettin wurde 1927 im bestehenden Prospekt durch ein Instrument von Gustav Heinze aus Sorau ersetzt. Der Orgelprospekt wird von dem Stifterwappen des preußischen Ministers Johann Nepomuk von Schaffgotsch bekrönt. Der Kristallleuchter wurde Anfang des 19. Jahrhunderts in der Josephinenhütte in Schreiberhau gefertigt.